# نظارة نوبار باشا الثانية
نظارة نوبار باشا الثانية هي النظارة الحادية عشر في مصر، صدر الأمر العالي بتشكيلها بتاريخ 10 يناير 1884.

## أعضاء الحكومة
| النظارة               | الناظر                                                          | تعديل 10 مارس 1884                  | تعديل 27 مارس 1884                                           | تعديلات 10 مارس 1887                            |
| --------------------- | --------------------------------------------------------------- | ----------------------------------- | ------------------------------------------------------------ | ----------------------------------------------- |
| رئيس مجلس النظار      | نوبار باشا                                                      |                                     |                                                              |                                                 |
| ناظر الخارجية         | نوبار باشا (إلى جانب منصبه رئيسًا لمجلس النظار)                  |                                     |                                                              |                                                 |
| ناظر الحقانية         | نوبار باشا (إلى جانب منصبيه رئيسًا لمجلس النظار وناظرًا للخارجية) |                                     |                                                              |                                                 |
| ناظر الداخلية         | ثابت باشا                                                       | نوبار باشا (إلى جانب مناصبه الأخرى) | عبد القادر حلمي باشا (إلى جانب منصبه ناظرًا للحربية والبحرية) | مصطفى فهمي باشا                                 |
| ناظر الحربية والبحرية | عبد القادر حلمي باشا                                            |                                     |                                                              | مصطفى فهمي باشا (إلى جانب منصبه ناظرًا للداخلية) |
| ناظر المالية          | مصطفى فهمي باشا                                                 |                                     |                                                              | محمد زكي باشا                                   |
| ناظر الأشغال العمومية | عبد الرحمن رشدي بك                                              |                                     |                                                              |                                                 |
| ناظر المعارف العمومية | محمود الفلكي باشا                                               |                                     |                                                              |                                                 |

## تعديلات
- في 10 مارس 1884، أُسندت نظارة الداخلية إلى نوبار باشا رئيس مجلس النظار مع الاحتفاظ بمناصبه الأخرى.[3]
- في 27 مارس 1884، أُسندت نظارة الداخلية إلى عبد القادر حلمي باشا مع الاحتفاظ بنظارة الحربية والبحرية.[3]
- في 10 مارس 1887، أُسندت نظارتا الداخلية والحربية والبحرية إلى مصطفى فهمي باشا.[3][4] وأُسندت نظارة المالية إلى محمد زكي باشا.[5]

## وصلات داخلية
- قائمة رؤساء مجلس وزراء مصر